# Bracon psyllivorus
Bracon psyllivorus är en stekelart som beskrevs av Van Achterberg 2000. Bracon psyllivorus ingår i släktet Bracon och familjen bracksteklar. Inga underarter finns listade.